# 우경삼
우경삼(1991년 8월 15일 ~)은 고치 파이팅독스의 야구 선수다.

## 출신 학교
- 양재초등학교
- 대치중학교
- 청원고등학교
- 원광대학교

## 등번호
- 106 (2014)
- 51 (2018~)

## 같이 보기
- 2014년 KIA 타이거즈 시즌